# Santa Maria delle Grazie (Collelongo)

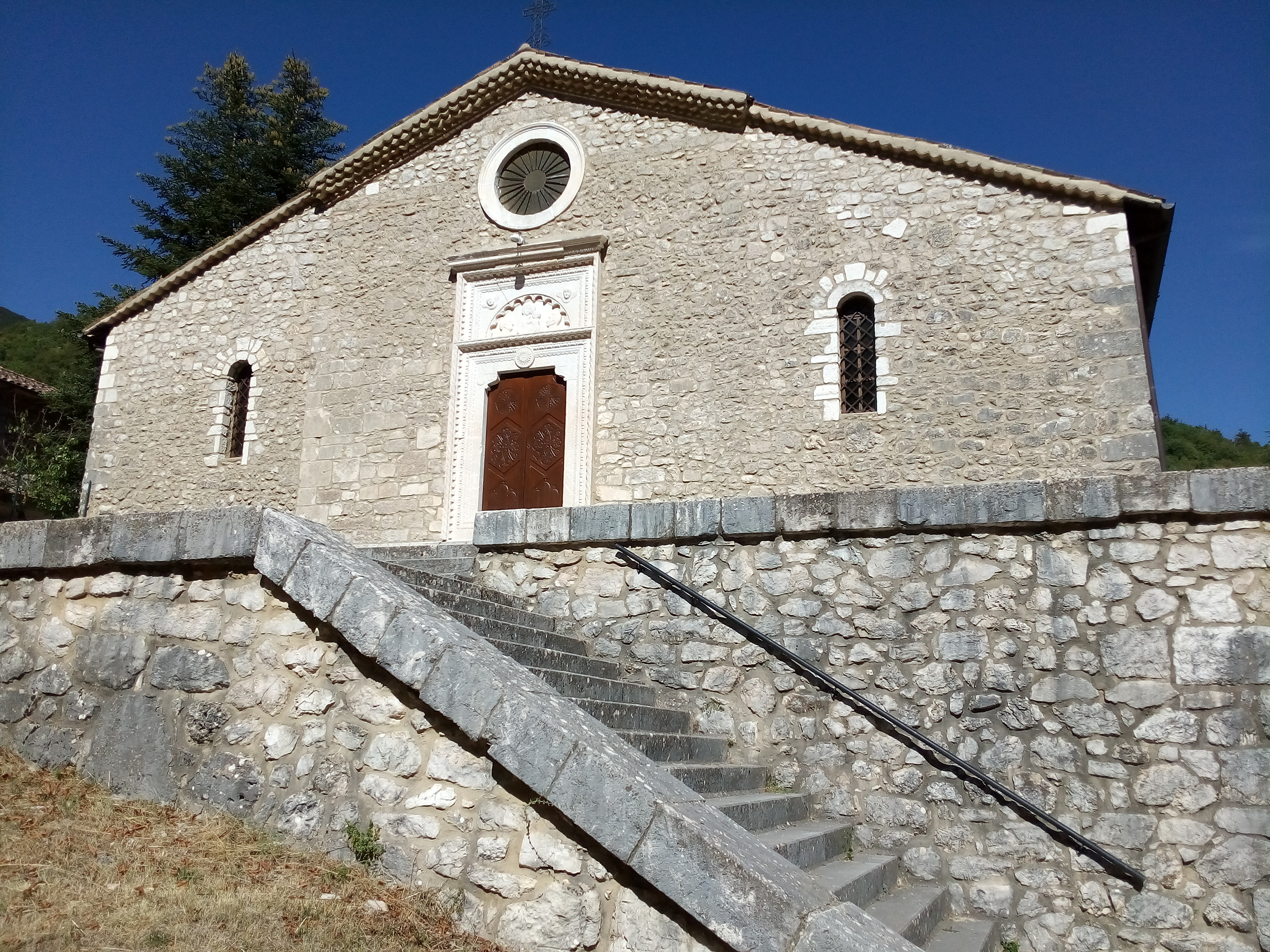
Santa Maria delle Grazie, Hauptfassade

Santa Maria delle Grazie, auch als Madonna a Monte bekannt, ist eine römisch-katholische Filialkirche in Collelongo in der italienischen Region Abruzzen.

## Geschichte
Die Kirche wurde laut der von Leo Marsicanus verfassten Chronicon monasterii Casinensis erstmals in einer Schenkungsurkunde an den Abt der  Abtei Montecassino als Santa Maria Gratiarum erwähnt. Nur ungefähr lässt sich die Ersterwähnung auf den Zeitraum zwischen 949 und 986 datieren. Sie war vorher im Besitz der Adelsfamilie Berardi, der späteren Marsergrafen, gewesen. Nach anderen Quellen, die sich ebenfalls auf die Chronik des Marsicanus beziehen, gehörte die Kirche bereits seit 873 dem der Benediktinerabtei Montecassino unterstellten Benediktinerkloster in Luco dei Marsi. Zwischen der zweiten Hälfte des 10. Jahrhunderts und dem 12. Jahrhundert wechselten sich die Äbte von Montecassino und die Grafen des Marserlandes als Besitzer ab. 1137 bestätigte Kaiser Lothar III. dem Abt von Montecassino den Besitz der Kirche.
1497 vergab König Ferdinand II. von Aragonien Collelongo als Lehen den Grafen von Celano.  Die Jurisdiktion in geistlichen Angelegenheiten verblieb zunächst noch bei den Benediktinern aus Montecassino. 1577 wurde die Kirche unter den Piccolomini im Stile der Renaissance erneuert, wie aus einer Inschrift auf dem Architrav des Kirchenportals hervorgeht. Möglicherweise wurde sie dabei um die zwei seitlichen Kirchenschiffe und einen Klosteranbau erweitert. Die Piccolomini waren die ersten einer Reihe von Mäzenen, die im Laufe der Jahrhunderte an und in der Kirche verschiedene Arbeiten ausführen ließen.
Nach einem Urteil des Gerichts der Römischen Rota fiel die kirchliche Jurisdiktion 1588 dem Bischof von Marsi zu. Zuvor hatten bereits Bullen von Papst Paschalis II. und Clemens III. den Besitz durch die Benediktiner aus Montecassino stigmatisiert. 1630 wurde Santa Maria delle Grazie den Kapuzinern anvertraut.
Im gleichen Jahr entstand auch der Hauptaltar im Chor, der von den Malaspina und den Sannesio gestiftet wurde. 1652 wurde das angeschlossene Kapuzinerkloster wegen unzureichender Erträge geschlossen. In der Folge wurde das Kloster von Eremiten bewohnt. Die Kirche war dagegen bereits seit 1638 als Grabstätte genutzt worden. Bestattet wurde in Madonna a Monte zunächst nur die ärmere Bevölkerung. In der Folgezeit übernahm die Kirche aber zunehmend die Rolle des Friedhofs von Collelongo.
Aus den Aufzeichnungen eines Pastoralbesuches des Bischofs von Marsi im Jahre 1675 geht hervor, dass die Kirche zu diesem Zeitpunkt noch drei Nebenkapellen besaß, die dem heiligen Antonius von Padua, dem heiligen Franziskus von Assisi und der Kreuzigung Christi  geweiht waren. Ende des 17. Jahrhunderts befand sich die Kirche in einem schlechten Zustand, wie der Bischof bei einem Pastoralbesuch 1692 vermerkte. Zwei Jahre später war sie im Auftrag der Familie Botticelli restauriert worden. 1698 befand sich nur noch der Hauptaltar in Santa Maria delle Grazie, während die Nebenaltäre in die
Pfarrkirche Santa Maria Nova gebracht worden waren.
Nach dem von Napoleon 1804 erlassenen Edikt von Saint-Cloud, mit dem Bestattungen von Verstorbenen neu geregelt wurden, wurden an der Kirche keine Ausbesserungen mehr vorgenommen, auch wenn sie weiterhin als Grabstätte genutzt wurde. Daran änderte auch das von König Ferdinand I. 1816 erlassene Gesetz nichts, das die Bestattungen in Kirchen untersagte und stattdessen die Errichtung von Friedhöfen vorsah. Der Gemeindeausschuss widersetzte sich den Anordnungen und berief sich auf die für die Verwesung der Leichen ungeeigneten Bodenverhältnisse in Collelongo. Erst als sich das Regenwasser in der Kirche sammelte und die Gebeine der Verstorbenen im Wasser schwammen, stimmte man 1839 den Bau eines Friedhofs zu, der schließlich 1896 eingeweiht wurde.
In der Folge wurde der Bau seinem Schicksal überlassen und verfiel zusehends. Beim Erdbeben von 1915 stürzte das Dach vollends ein. Zwar wurde nach dem Erdbeben das Hauptschiff wieder provisorisch überdacht, der eigentlich Wiederaufbau zögerte sich aber bis in die 1950er Jahre hinaus. 1958 wurde die restaurierte Kirche schließlich wieder eingeweiht.

## Beschreibung
Die schlichte Kirche in der Provinz L’Aquila wurde auf einer Anhöhe am Beginn des Valle Casale südwestlich des Ortszentrums von Collelongo errichtet. Die Giebelfassade ist durch das Kirchenportal und die darüber liegende Fensterrose gekennzeichnet.
Das Portal ist die Arbeit eines unbekannten Steinmetzen aus dem 16. Jahrhundert. Es gilt als bedeutendes Beispiel der Bildhauerkunst des Cinquecento. Die Friese sind mit verschiedenen Ornamenten geschmückt, die unter anderem Tautropfen, Blumen und Blätter von Wasserpflanzen darstellen. Der Architrav ist mit einem Strahlenkranz mit dem Christusmonogramm IHS geschmückt und wird von zwei Kapitellen gestützt, die wiederum mit einem dreiblättrigen Kleeblatt und einer heraldischen Rose geschmückt sind. Das linke Kapitell trägt zudem den Halbmond aus dem Familienwappen der Piccolomini. Die lateinische Inschrift im Architrav trägt das Datum 1557, in dem die Kirche erweitert wurde.
Das Halbrelief in der darüber liegenden Lünette stammt aus 1950er Jahren und ersetzte ein ursprüngliches Madonnenrelief. Es zeigt neben einer Madonna mit Kind den Pfarrer Don Severino Rossi sowie den Bildhauer Francesco Sansone aus Collelongo, die für die Restaurierung des Baus in den 1950er Jahren verantwortlich zeichneten.
Der Innenraum weist einen rechteckigen Grundriss auf und wurde bei der Sanierung in den 1950er wesentlich verändert, vor allem was die Inneneinrichtung anbelangt. Er ist durch zwei Bogenreihen in drei Schiffe aufgeteilt. Die Seitenschiffe werden von sechs Rundbogenfenstern erhellt. Drei weitere Öffnungen desselben Typs befinden sich im unteren Teil der Apsis.
Das Holzdach wurde in den 1950er Jahren mit Stahlbetonträgern verstärkt, die mit Holz verkleidet wurden. Beim Wiederaufbau des Daches wurden teilweise die Balken der hochmittelalterlichen Kirche wiederverwendet.
Der Altar wurde aus Teilen verschiedener Altäre aus Collelongo zusammengesetzt, nachdem der ursprüngliche Hauptaltar bei den Sanierungsarbeiten in alle Einzelteile zerlegt und entfernt worden war. Die Pala mit einem Mariahilfmotiv ist ebenfalls neuerer Natur.
Im Innern der Kirche finden sich aber noch Spuren der Vergangenheit in Form von kleinen architektonischen Verzierungen. Das kunsthistorisch bedeutendste Element ist ein Marienbild auf Leinwand. Es kann dem 13. Jahrhundert zugeschrieben werden und zeigt eine thronende Madonna, die im byzantinischen Stil gekleidet ist, zu deren Füßen drei Heilige abgebildet sind. Das Bild, auch als Madonna von Collelongo bekannt, war die Pala des ursprünglichen Altars. In der Kirche ist eine Kopie aufbewahrt. Das Original befindet sich im Museum in Chieti.
Auf der Rückseite der Kirche befindet sich der Glockengiebel mit zwei Glocken. Die westliche der beiden Glocken wurde 1788 gegossen und war ursprünglich die Totenglocke der Pfarrkirche. Die andere stammt von der Kirche San Rocco.

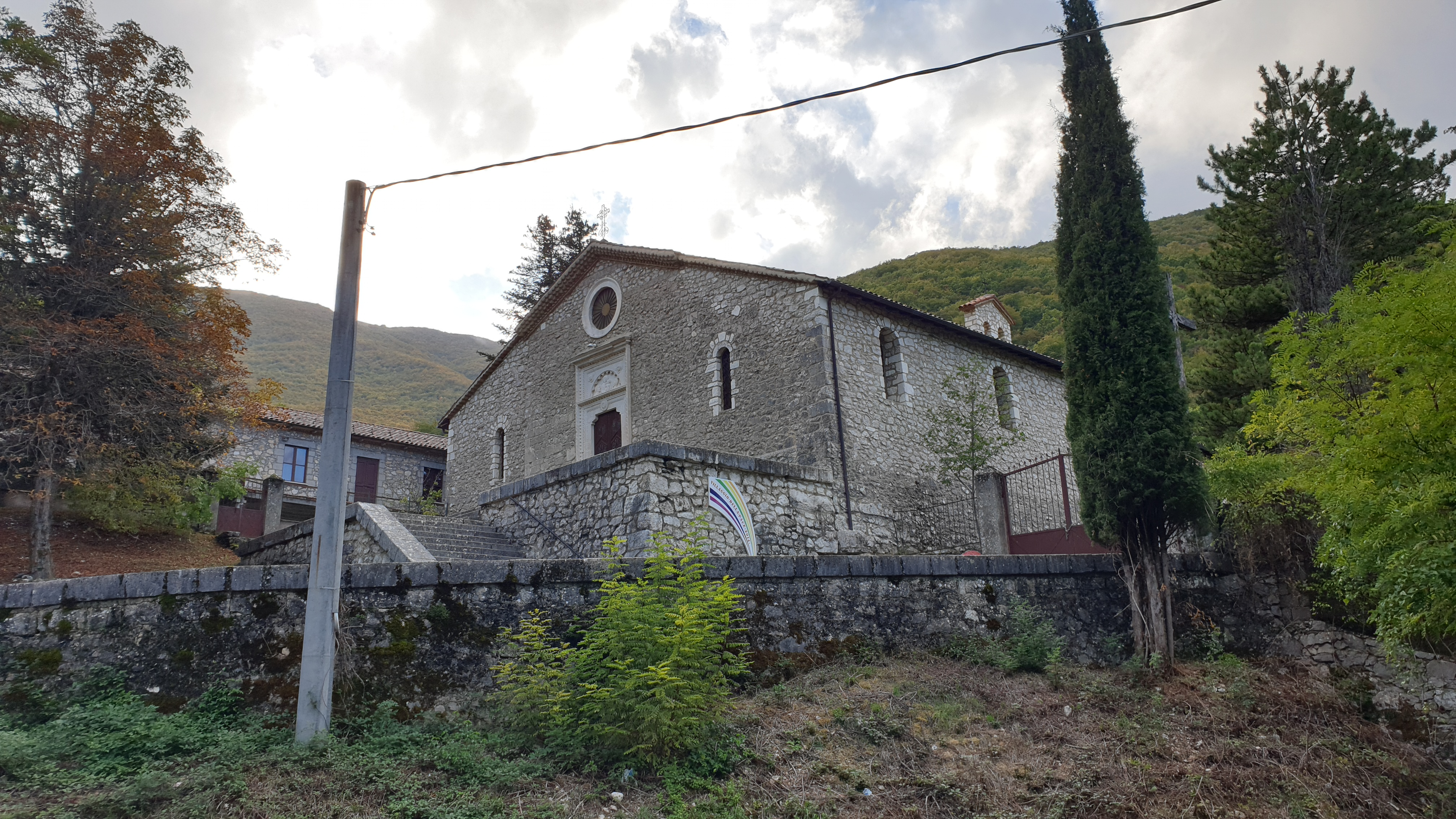
Haupt- und Nordfassade mit Glockengiebel
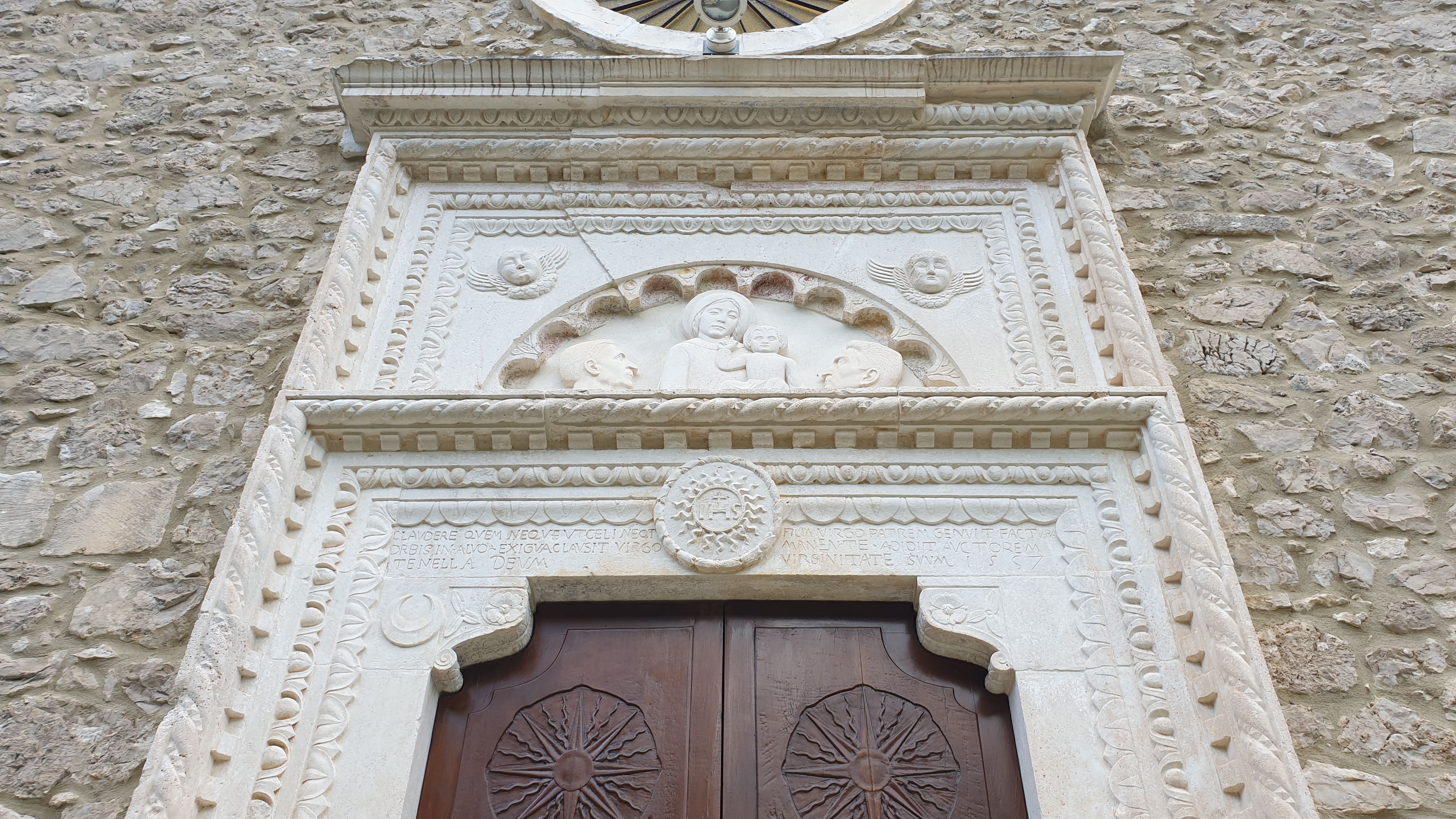
Kirchenportal des Cinquecento
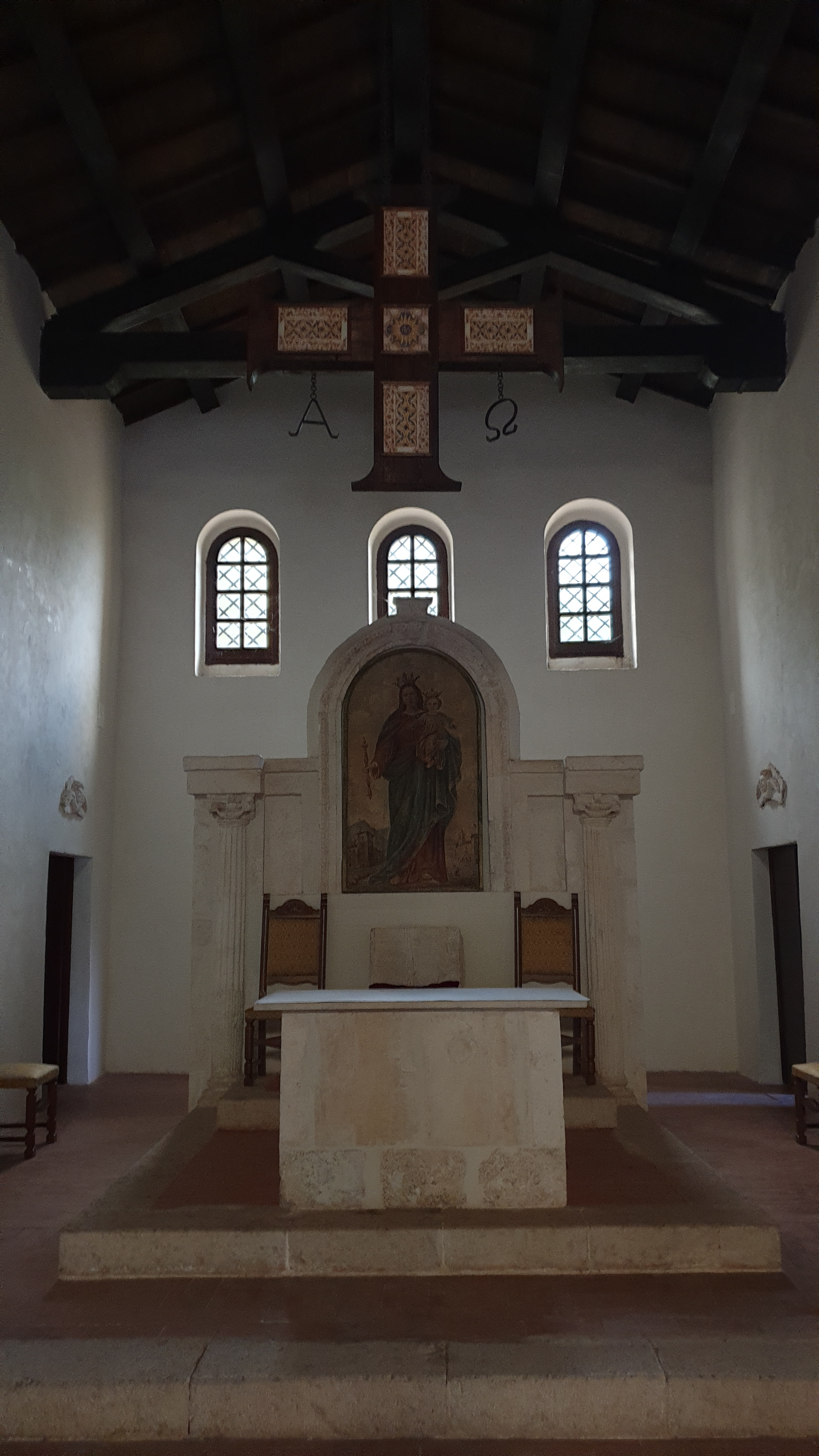
Chor mit Hauptaltar
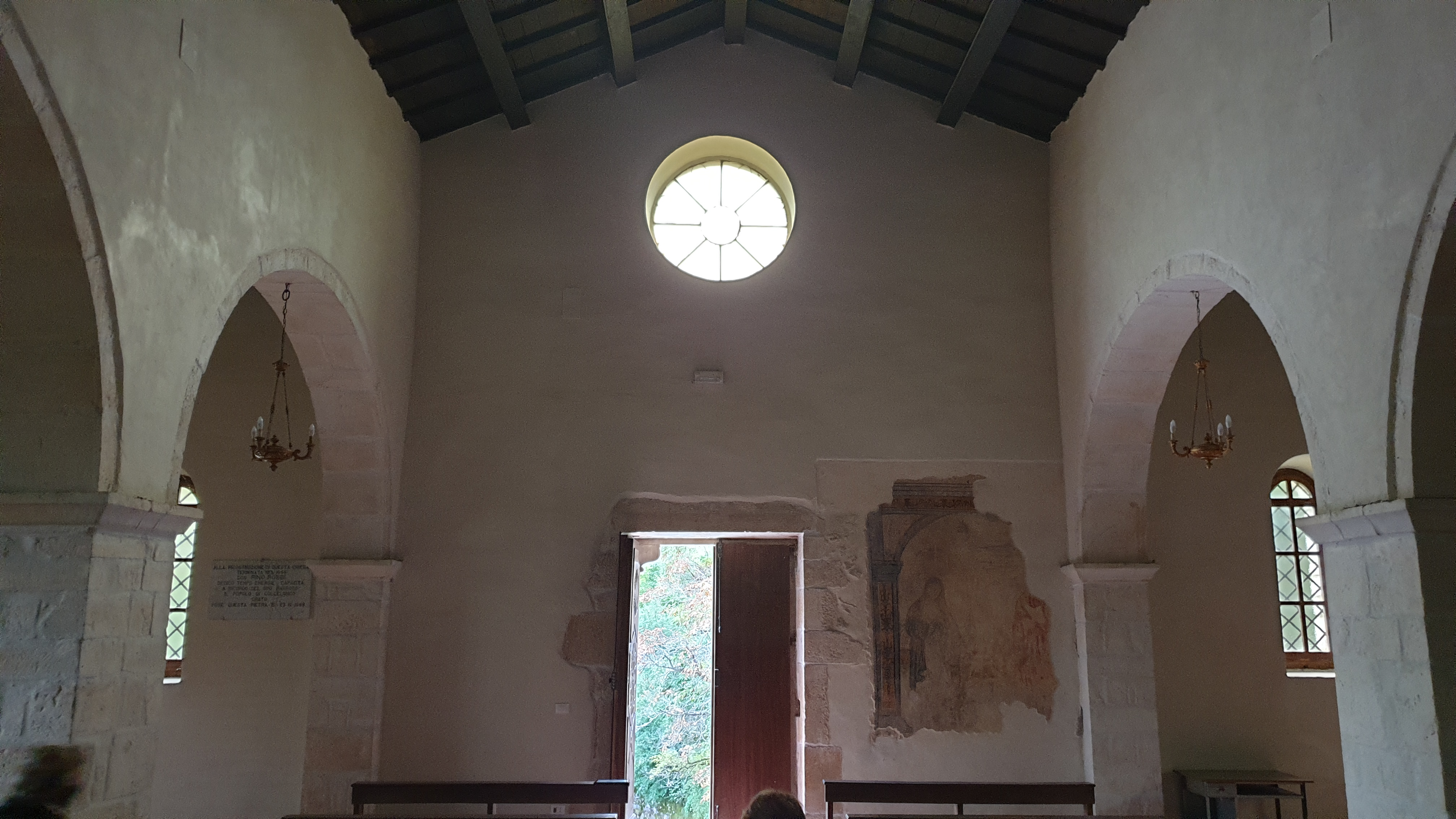
Kirchenschiff
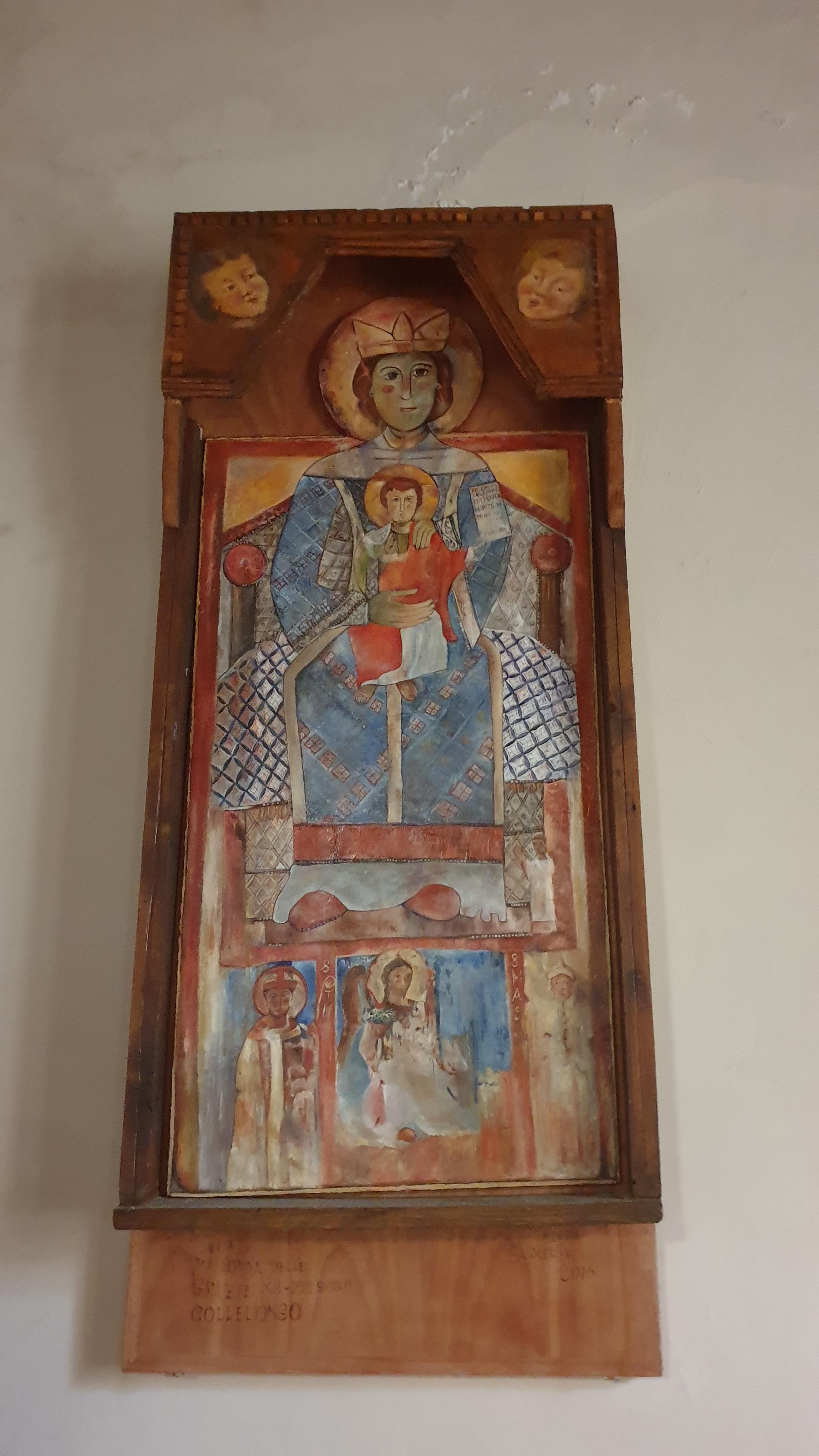
Madonna von Collelongo